# Uttertjärnen (Lycksele socken, Lappland)
Uttertjärnen är en sjö i Lycksele kommun i Lappland och ingår i Umeälvens huvudavrinningsområde.